# 러이커

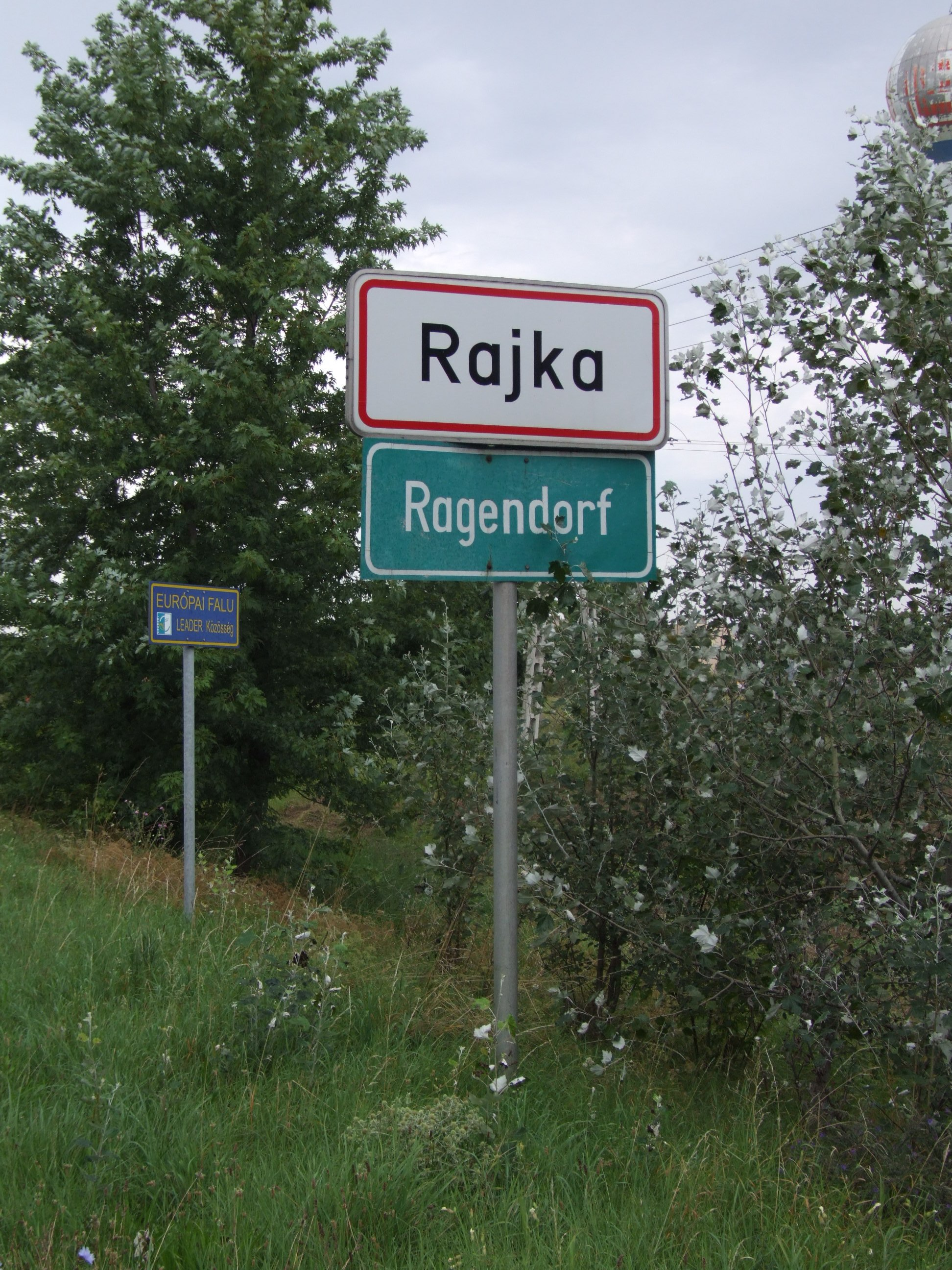

러이커(헝가리어: Rajka, 독일어: Ragendorf 라겐도르프[*])는 헝가리 북서부 죄르모숀쇼프론 주에 위치한 도시로 면적은 52.63km2, 인구는 2,758명(2011년 기준), 인구 밀도는 52.4명/km2이다. 모숀머저로바르에서 북서쪽으로 17km 정도 떨어진 곳에 위치하며 헝가리와 오스트리아, 슬로바키아 세 나라의 국경이 만나는 지점과 가까운 편이다.